# Simpsonite
La simpsonite est un minéral de formule chimique Al4(Ta,Nb)3O13(OH). Elle se présente sous forme de cristaux automorphes à subédriques, tabulaires à courts et prismatiques, généralement en groupes subparallèles. Au microscope pétrographique, elle présente un très haut relief.
Elle a été découverte en 1938 et son nom rend hommage à Edward Sydney Simpson (en) (1875-1939), minéralogiste du gouvernement et analyste de l'Australie-Occidentale.
C'est un minéral accessoire dans certaines pegmatites granitiques riches en tantale. On le trouve en association avec la tantalite, la manganotantalite, la microlite, la tapiolite, le béryl, le spodumène, la montebrasite, la pollucite, la pétalite, l'eucryptite, la tourmaline, la muscovite et le quartz. On la trouve dans quelques endroits à travers le monde, notamment dans les mines Onca et Paraíba du Rio Grande do Norte (Brésil) et à Tabba Tabba, sa localité type en Australie-Occidentale. 

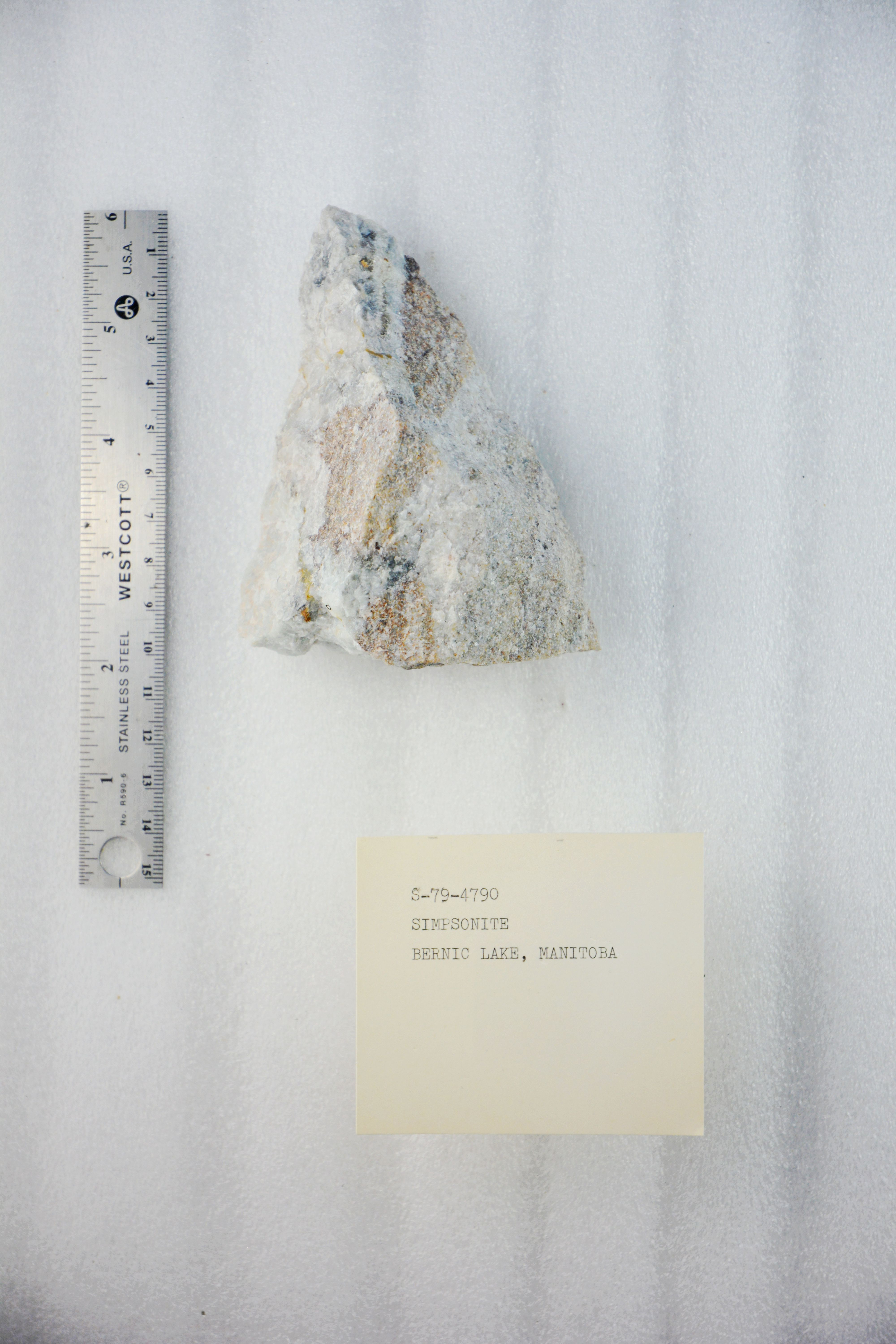
Simpsonite du Manitoba au Canada